# Igboho
Igboho é uma vila grande em Oió, Nigéria. É a sede da Orelope Áreas de Governo Local.
A vila tem uma estação de correios oficial.

## História
Igboho foi fundada pelo Alafim Eguguojo como a capital do Império de Oió no século XVI, enquanto os habitantes de Oió foram expulsos de sua antiga capital de Oió-Ile pelos inimigos nupés. Possui fortes defesas naturais e foi cercada por paredes triplas, permitindo que o Oió resistisse aos nupés. Continuou a ser a capital de Oió para os sucessores de Eguguojo até Oió-Ilê ser reocupada por Abipa.